# قطعنامه ۱۲۶۲ شورای امنیت
قطعنامه ۱۲۶۲ شورای امنیت سازمان ملل متحد که در تاریخ ۲۷ اوت ۱۹۹۹ تصویب شد، سندی بین‌المللی دربارهٔ بررسی وضعیت در تیمور شرقی است. این قطعنامه طی نشست ۴۰۳۸ام با ۱۵ رای موافق، ۰ مخالف و ۰ ممتنع تصویب شد.